# Weltbank-Safeguards
In der Finanzierung von Entwicklungshilfe durch Entwicklungsbanken und Kreditgeber bezeichnen Weltbank-Safeguards Richtlinien der Weltbankgruppe, die zur Wahrung von Sozialstandards dienen. Der Begriff Safeguards wird im englischen Sprachraum und von internationalen Organisationen zur Bezeichnung von „Absicherungsmaßnahmen“ im Sinne von Schutzmechanismen verwendet.

## Safeguards bei der Kreditvergabe
Beim Internationalen Währungsfonds und bei der Weltbank, wie auch bei einer Reihe anderer multilateraler Entwicklungsbanken, bezeichnen die Safeguards (eigentlich „Safeguard Policies“) Verwaltungsvorschriften, welche den rechtlichen Rahmen für die Kreditvergabe stellen und diese so absichern. Die Safeguards regeln die Mittelauszahlung an das kreditnehmende Land als auch die Verwaltung der Kredite und legen faktisch bestimmte Bankenmindeststandards fest. Dies ist v. a. bei den IWF Safeguards der Fall.

## Verwaltungsvorschriften der Weltbank
Die Weltbank hat eine Reihe von Safeguards entwickelt, die bei der Vergabe der Kredite für Projekte und Programme im Empfängerland bestimmte Umwelt- und Sozialstandards festlegen. Diese Safeguards sind in Form von sog. Operational Policies (OP) ausformuliert, die für Finanzierungen durch die Weltbank verbindlich sind, und zwar sowohl für das kreditnehmende Land, als auch für die Weltbank selbst, die in der Regel stark in die Projektentwicklung involviert ist.
Die Safeguards haben sich aus verschiedenen Regularien entwickelt. Dazu zählen die Satzung der Weltbank („Articles of Agreement“), Dienstanweisungen und interne „Best Practices“-Leitfäden. Die Safeguards unterliegen ständiger Modernisierung. Sie sind vertraglicher Bestandteil der Kreditvereinbarung bei Weltbankkrediten. Verstöße durch das kreditnehmende Land können die Auszahlung von folgenden Kredittranchen verzögern oder unterbrechen. Verstößt die Weltbank selbst gegen ihre Safeguards, kann das unabhängige „Inspection Panel“ dazu angerufen werden.
Die Safeguards regeln unter anderem, wann und wie Umweltverträglichkeitsprüfungen durchzuführen sind, wie in Fällen von Umsiedlungen vorzugehen ist, wie indigene Völker zu schützen sind, wann und wie Konsultationen mit der betroffenen Bevölkerung abzuhalten oder wie Biotope und Habitate im Rahmen von Projekten zu behandeln sind.
Die wichtigsten Safeguards sind die folgenden 10:
- Environmental Assessment (OP 4.01)
- Natural Habitats (OP 4.04)
- Pest Management (OP 4.09)
- Involuntary Resettlement (OP 4.12)
- Indigenous People (OP 4.20)
- Forests (OP 4.36)
- Safety of Dams (OP 4.37)
- Projects on International Waterways (OP 7.50)
- Projects in Disputed Areas (OP 7.60)
- Management of Cultural Property in Bank-Financed Projects (OP 11.03)

## Verschiedenes
Die Safeguards finden breite Anerkennung, auch bei den schärfsten Kritikern der Weltbank. Auf Initiative von der Weltbanktochter International Finance Corporation (IFC) haben sich inzwischen 94 Großbanken aus 37 Ländern (Stand 2019) auf die sog. Äquator-Prinzipien verpflichtet, wie die freiwillige Annahme und Umsetzung der Weltbank-Safeguards beinhalten.